# 北勞勒爾 (馬里蘭州)
北勞勒爾（英語：North Laurel）是位於美國馬里蘭州霍華德縣的一個普查規定居民點。

## 人口
根據2020年美國人口普查的數據，北勞勒爾的面積為16.93平方千米，當中陸地面積為16.79平方千米，而水域面積為0.14平方千米。當地共有人口25379人，而人口密度為每平方千米1,499.05人。